# Homec, Kobarid
Homec je naselje v Občini Kobarid. Sedaj obsega 8 hišnih številk. V treh domačijah živi skupaj 8 ljudi. Zadnji so se priselili mladi Bornči, ki jih je 5 v družini. Poleg Bornčeve domačije so naseljene še Klinkonova domačija in Golinova domačija.